# Верхняя губа
Верхняя губа (лат. labrum) — непарная часть ротового аппарата большинства насекомых, представляющая собой складку покровов головы. Закладка верхней губы в онтогенезе происходит независимо от конечностей. От клипеуса нижняя губа отделена швом. Движение лабрума ограничено и осуществляется с помощью мышц, которые отходят от верхней части лба. Выделяют внешнюю и внутреннюю поверхности верхней губы. На внутренней поверхности иногда образуется выступ, называемый эпифаринксом.